# Thomas Crecquillon
Thomas Crecquillon, född omkring 1505, död troligen 1557, var en fransk-belgisk tonsättare.
Crecquillon var kapellmästare hos kejsar Karl V i Bryssel omkring 1544 och en betydande tonsättare under perioden mellan Josquin des Prez och Orlando di Lasso. Crecquillon har främst skrivit mässor, motetter och chansons. Några av hans kompositioner har nytryckts i Franz Commers Collectio operum musicorum batavorum och Maldeghems Trésor musical.